# Andreas Andriessen
Andreas Andriessen (Schoondijke, 1699 - Veere, 12 januari 1768) was predikant en schrijver-polemist.

## Levensloop
In Schoondijke geboren, en niet in Axel zoals soms wordt gemeld, was hij een zoon van Jacobus Andriessen, predikant in Schoondijke en van Adriana Saalders. In 1719 studeerde hij aan de calvinistische Universiteit van Franeker en in 1720 legde hij de vereiste examens af die hem toelieten als predikant een gemeente te leiden. Hij was achtereenvolgens predikant:
- 1720-1724: in Kerkwerve bij Schouwen,
- 1724-1729: in Steenbergen,
- 1729-1763: in Veere.

Hij was getrouwd met Catharina Johanna van Roijen. Ze hadden een zoon, Jacob Johan Andriessen, in 1725 in Steenbergen geboren, in 1747 student geneeskunde in Utrecht, als arts gevestigd in Veere en er op 21 april 1802 overleden.

## Voorstander van deNieuwe Psalmberijming
Andriessen was een van de meest bekende critici op de psalmenvertaling die in de zestiende eeuw door Dathenus was gemaakt en in de Hervormde Kerk in algemeen gebruik was. Hij en anderen stelden vast dat de vertaling gebrekkig was en de berijming armoedig. Hij ijverde derhalve opdat de Dathenus-psalmen uit de Hervormde kerk in Nederland zouden verbannen worden en vervangen worden door een vertaling van betere kwaliteit.
In 1745 sprak hij voor het eerst zijn minachting uit voor de Dathenusvertaling en sprak de hoop uit dat er een nieuwe en betere zou komen. Dit kwam zeer slecht aan bij Petrus Dathenus, nazaat van de vertaler, die boekhandelaar en drukker was in Middelburg. Hij liet weten dat hij een schriftelijke reactie zou publiceren. Daarop begon Andriessen alvast een gedicht te schrijven dat tot antwoord zou dienen. Dit bleek niet nodig, want nog voor hij kon reageren, was boekverkoper Dathenus overleden en waren er geen verdere nazaten meer van de bekende protestantse voorman. Veel later, in 1756, publiceerde Andriessen dan toch de tekst die hij had opgesteld. Niet lang daarna besliste de kerkelijke overheid om definitief van de Dathenus-psalmen afscheid te nemen en de Staten-Generaal gaven opdracht voor een nieuwe vertaling. In 1773 werd de Nieuwe Psalmberijming ingevoerd.

## Publicaties
- Nagedagtenis aan ... Daniel Beukelaer, mynen geliefden amptgenoot ... overleden 3 Febr. 1746.
- Levensbeschrijving van Do. Daniel Beukelaar, Predikant te Veere, in versen, 1746.
- Lijkpredikatie op Do. Jacobus Keizer, Predikant te Veere, uitgesproken in de Groote Kerk aldaar, 1747.
- Plegtige inhuldiging van Z.D.H. Willem Karel Hendrik Friso, Prince van Oranje en Nassau (...) als Markgraaf van Vere, Amsterdam, 1751.
- Lijk- en Leerrede op het overlijden van Z.D.H. Willem Karel Hendrik Friso, Prince van Oranje en Nassau (...), Middelburg, 1752.
- De Heidelbergsche Katechismus in dichtmaat, Middelburg, 1755.
- Dichtlievende uitspanningen, bestaande in gedichten van verscheidene stoffen en Rijmtrant, Middelburg 1755.
- Bedenkingen op het beredeneerd vertoog over de noodzakelijkheid en beste wijze eener verandering of verbetering in de thans in gebruik zijnde Psalmberijming, Middelburg, 1756.
- Aanmerkingen op de Psalmberijmingen van Petrus Dathenus, in welke uit het algemeen gebrek van Taal en Dichtkunde, onhebbelijke wantaal van Psalm tot Psalm voorkomende, en ongelijkvormigheid aan den tekst, derzelver onbestaanbaar gebruik, en noodzakelijkheid der verandering vertoond en aangedrongen wordt, Middelburg/Amsterdam, 1758.
- Bescheiden antwoord van Andreas Andriessen op het bescheiden onderzoek zijner aanmerkingen op de Psalmberijmingen van Petrus Dathenus enz. Middelburg, 1759.
- Nader antwoord van Andreas Andriessen aan de Heeren Schrijveren der maandelijksche 'Bijdragen' op hunne bijlagen der Bijdragen van den 1 van Wijnmaand 1759, ten antwoord op zijn Bescheiden antwoord, 1759.
- Hiskia Koning van Juda, in zijne krankheid; van zijne krankheid genezen; voor zijne genezing dankbaar, drie Zangen, Middelburg, 1760.